# Alfred Vance Churchill
Alfred Vance Churchill (geboren 14. August 1864 in Oberlin (Ohio); gestorben 29. Dezember 1949 in Northampton (Massachusetts)) war ein US-amerikanischer Maler und Hochschullehrer.

## Leben
Alfred Vance Churchill war ein Sohn des Charles Henry Churchill, Professor am Oberlin College, und dessen zweiter Frau Henrietta Vance Churchill. Alfred Vance Churchill ging dort zur Schule und studierte von 1887 bis 1890 Kunst in Berlin und  Leipzig und 1887 bis 1890 an der Académie Julian in Paris. In Berlin teilte er sich 1890 die Studentenbude mit Lyonel Feininger. Er heiratete 1890 Marie Marschall, sie hatten einen Sohn. 1898 machte er einen Master of Arts am Oberlin College. 

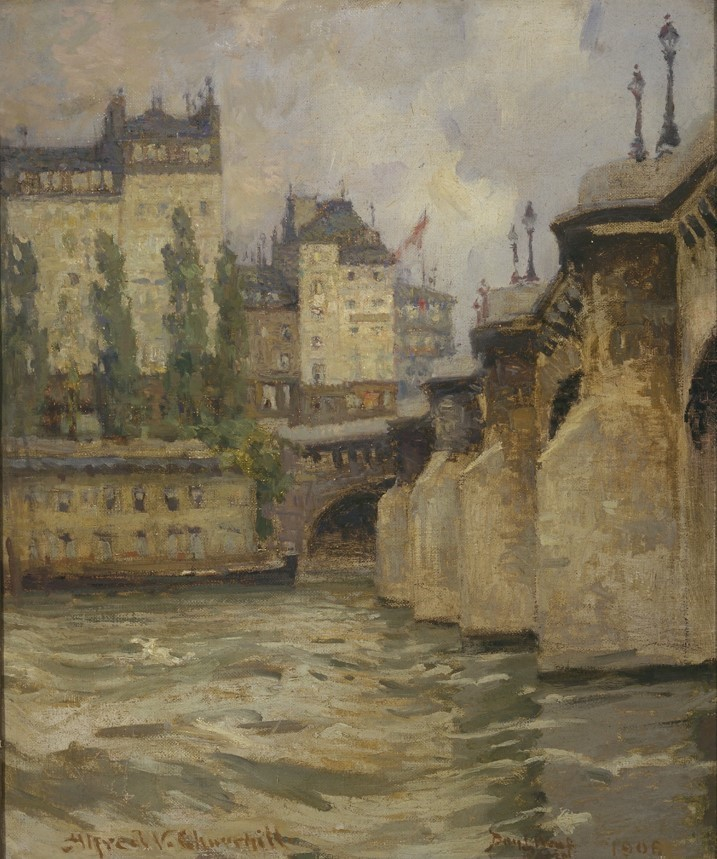
Pont Neuf (1908)

Churchill arbeitete 1892 als Kunstlehrer am Iowa College in Grinnell (Iowa) und ab 1893  an Schulen in St. Louis (Missouri). Von 1897 bis 1904 war er Kunstprofessor und Leiter des  Department of Fine Arts am Teachers College der Columbia University. Von 1904 bis 1906 hielt er sich zu Studien in Paris auf. 
Churchill wurde 1905 Kunstprofessor am Smith College, an dem er die Sammlung des Smith College Museum of Art ausbaute. 1913 wurde er zur Armory Show in Chicago eingeladen. Churchill war Vizepräsident der College Art Association (CAA). Er wurde 1932 emeritiert. 